# Populaires pour l'Italie
 (mars 2017).
Si vous disposez d'ouvrages ou d'articles de référence ou si vous connaissez des sites web de qualité traitant du thème abordé ici, merci de compléter l'article en donnant les références utiles à sa vérifiabilité et en les liant à la section « Notes et références ».
Populaires pour l'Italie (en italien : Popolari per l'Italia) est un parti politique italien fondé par Mario Mauro le 8 février 2014. Son nom fait référence au Parti populaire européen, dont il est membre. Il refuse le populisme de Forza Italia.
Pour les élections européennes de 2014, il s'allie au Nouveau Centre droit et à l'Union de centre, ce qui provoque la scission de l'aile gauche qui devient Démocratie solidaire. Après avoir tenu son premier congrès national le 13 décembre 2015, où est élu président national Mario Mauro, le parti ne compte que deux parlementaires, après avoir compte jusqu'à 14 députes et 10 sénateurs. Il disparaît en mars 2017 en fusionnant avec Forza Italia.